# Уран-6

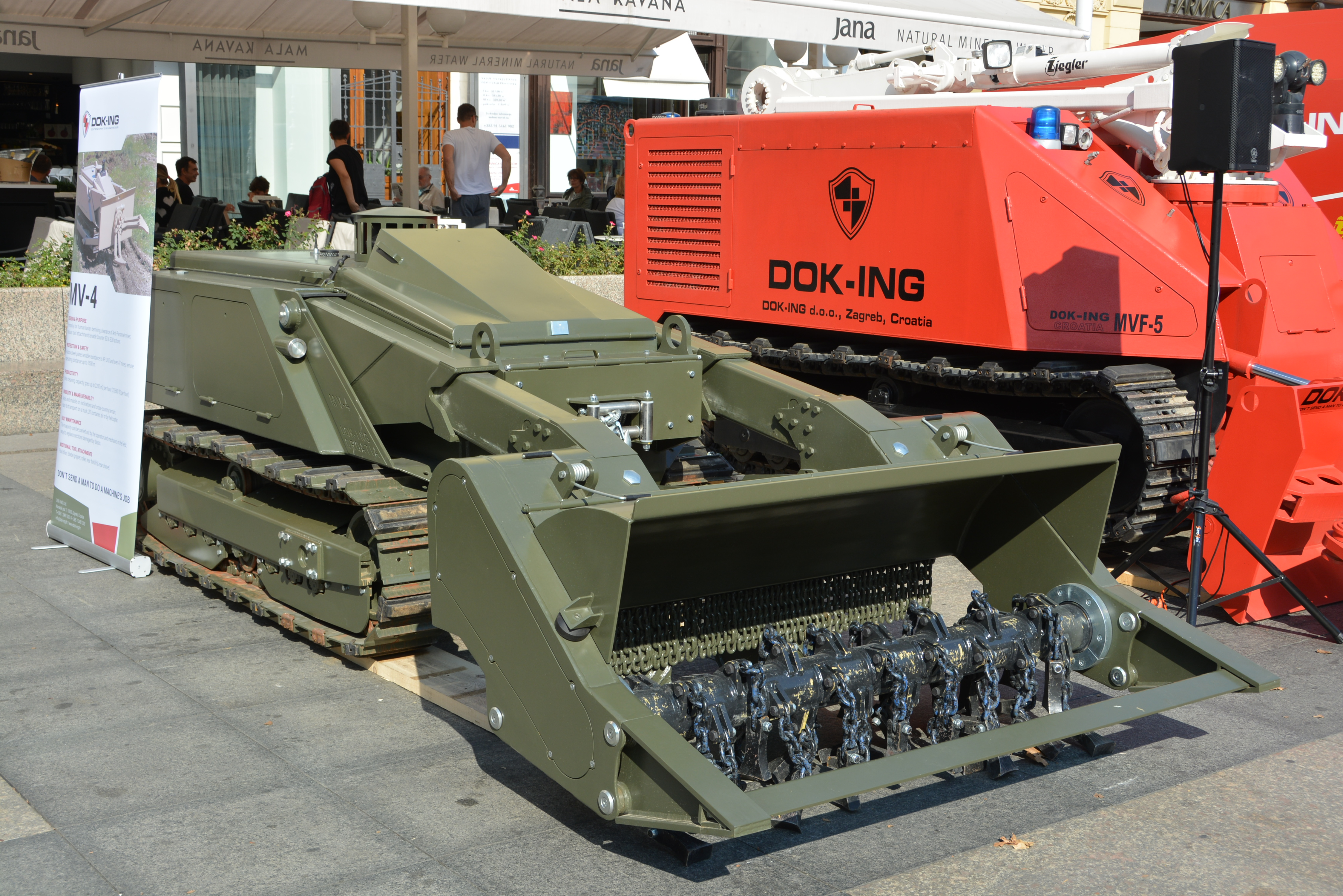
DOK-ING MV-4

«Уран-6» — робототехнический комплекс разминирования (робот-сапёр), разрабатываемый и производимый нахабинским «766-м управлением производственно-технологической комплектации» (ОАО «766 УПТК»).
Комплекс имеет внешнее сходство с роботизированной системой MV-4 хорватского производителя DOK-ING.
Комплекс весит до 6 тонн и предназначен для проделывания проходов в минно-взрывных заграждениях и площадного разминирования территорий.
Комплекс «Уран-6» использовался в ходе проведения операции в Сирии, где применялся при разминировании Пальмиры, Алеппо и Дейр-эз-Зора. В мае 2022 Министерство обороны России представило видео работы комплекса «Уран-6» в Мариуполе.
«Рособоронэкспорт» начал продвижение робота-сапёра «Уран-6» на международном рынке. По мнению главы делегации «Рособоронэкспорта» на выставке SOFEX-2016 Валерия Варламова, успех российских роботов на международном рынке предрешён фактом участия «Урана-6» в реальных боевых действиях.

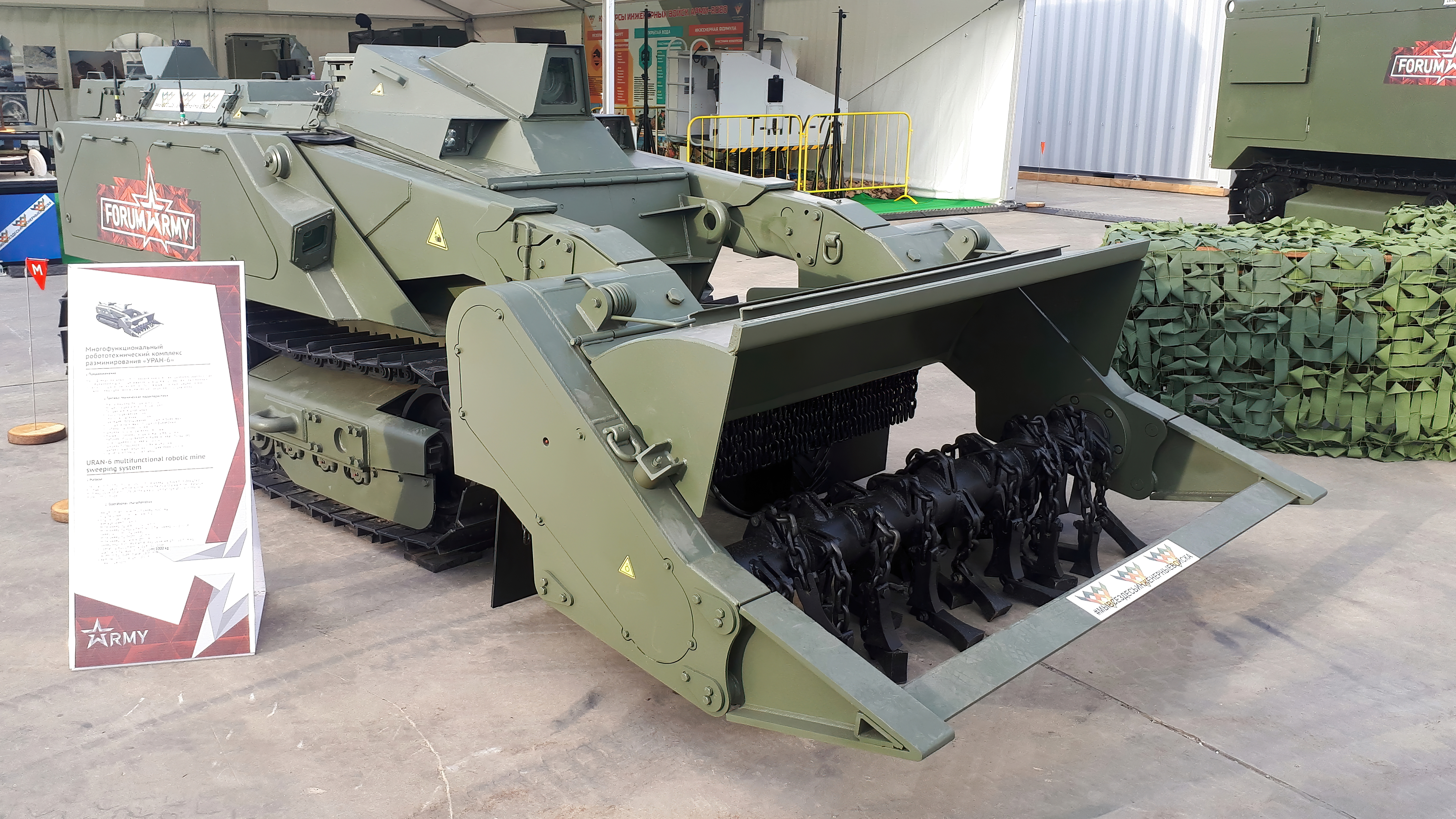
Многофункциональный робототехнический комплекс разминирования «Уран-6» на выставке «Армия-2020»

К началу 2019 года робототехнический комплекс «Уран-6» был модифицирован и получил новую мобильную платформу на базе четырёхосного автомобиля «КамАЗ», оборудованного системой «Мультилифт».